# Deutsche Energie-Agentur
Die Deutsche Energie-Agentur GmbH (dena) ist ein bundeseigenes deutsches Unternehmen, das laut Gesellschaftsvertrag bundesweit und international Dienstleistungen erbringen soll, um die energie- und klimapolitischen Ziele der Bundesregierung zu Energiewende und Klimaschutz auszugestalten und umzusetzen. Die dena wurde im Herbst 2000 auf Initiative der rot-grünen Bundesregierung als private GmbH gegründet.

## Arbeitsfelder und Organisation
Die dena erbringt laut ihrem Gesellschaftsvertrag Dienstleistungen, die im allgemeinen wirtschaftlichen Interesse der Ausgestaltung und Umsetzung der energie- und klimapolitischen Ziele der Energiewende dienen sollen. Die dena berät Bund, Länder und Gemeinden, Wirtschaft und Forschung sowie entsprechende Akteure auf europäischer und internationaler Ebene und soll als Schnittstelle und Kooperationspartner zwischen Politik und Wirtschaft dienen.
Die Arbeitsfelder der dena spiegeln sich in der Organisationsstruktur wider: Zukunft der Energieversorgung; Industrie, Mobilität und Energieeffizienz; Klimaneutrale Gebäude; Urbane Energiewende sowie Digitale Technologien & Start-up-Ökosystem. Hinzu kommen die Stabstelle Internationale Kooperation, die Stabstelle Politik, Strategie und Grundsatzfragen sowie die übergreifenden Bereiche Kommunikation und Verwaltung.
Die dena berät öffentliche und private Auftraggeber bei der Entwicklung und Umsetzung von Strategien auf regionaler, nationaler und internationaler Ebene. Des Weiteren führt die dena Umfragen und Strategiepapiere für Projekte wie die Netzflexstudie und einen Gebäudereport durch. Außerdem betreibt sie Projekt- (Energieeffizienz-Netzwerke, Energieeffizienz-Expertenliste) und Marktentwicklung (Qualitätsstandards, Rahmenbedingungen für Märkte der Energiewende).

### Bündnisse und Vereinigungen
Die dena ist Mitglied einiger Bündnisse und Vereinigungen oder hat diese selbst initiiert. So gründete die dena 2011 eine Vereinigung, die sie Allianz für Gebäude-Energie-Effizienz (geea) nannte. Die geea ist ein branchenübergreifender Zusammenschluss von Vertretern aus Forschung und Wissenschaft, Verbänden und Organisationen sowie Unternehmen der Energie- und Gebäudeeffizienz. Das Ziel der geea ist es, die Energieeffizienz in Gebäuden in Deutschland durch Empfehlungen für die Politik und konkrete Maßnahmen seitens der Wirtschaft zu verbessern.
Im September 2018 startete die dena mit Industrie-Partnern die Global Alliance Power Fuels um als internationales Bündnis globale Märkte für synthetische Kraft- und Brennstoffe auf Basis erneuerbarer Energien zu erschließen.
2021 gründete die dena die Tech for Net Zero Allianz, eine Initiative die mehr Klimaschutz durch mehr Ausgründungen aus Forschungseinrichtungen bewirken soll. Andreas Kuhlmann sah als damaliger Vorsitzender der dena-Geschäftsführung in der Tech for Net Zero Allianz eine wichtige Hilfe zur Senkung der Treibhausgasemissionen.

### Veranstaltungen
Einmal im Jahr veranstaltet die Deutsche Energie-Agentur den dena Energiewende-Kongress, der als branchenübergreifende Veranstaltung zur Energiewende in Deutschland Vertreter aus Politik, Wirtschaft, Wissenschaft und Gesellschaft zusammenbringt.
Seit 2017 richtet die dena alljährlich das Tech Festival mit internationalen Start-ups aus dem Energiewende-Bereich aus und verleiht den Start Up Energy Transition Award (März 2017/April 2018).

### Beispiele für Studien und Projekte
Die dena zeichnete für das Pilotprojekt Demand Side Management Baden-Württemberg (2014) zur Steuerung ihrer Stromnachfrage verantwortlich sowie für die Plattform Digitale Energiewelt (2016) (2016) und die Plattform Effiziente Energiesysteme für den Dialog über eine zukunftsfähige Energieversorgung.
Gemeinsam mit EIT Climate-KIC und der European Climate Foundation gründete die dena im April 2018 in Anlehnung an die globale Klimaschutzinitiative Project Drawdown einen europäischen Ableger. Drawdown Europe soll als Zentrum für Forschung, Innovation, Umsetzung und Demonstration von Klimaschutzlösungen in Europa dienen.
Die Leitstudie Integrierte Energiewende war ein Projekt mit mehr als 60 Partnern aus Wirtschaft, Wissenschaft, Gesellschaft und Politik, um erfolgversprechende Szenarien für den Umbau des Energiesystems zu identifizieren. (2017/2018) Die Ergebnisse wurden im Juni 2018 vorgestellt und stießen auf breite Resonanz. Die Studie arbeitet mit dem Leitbegriff der integrierten Energiewende. Ziel sei eine ganzheitliche Betrachtung der Energiewende. Verschiedene Technologien, Infrastrukturen und Märkte aus den Sektoren Energie, Industrie, Gebäude und Verkehr sollten aufeinander abgestimmt und in einem intelligenten Energiesystem vereint werden.
2018 startete die dena mit der Bauindustrie und der Immobilienwirtschaft unter Einbindung des BMWi und der holländischen Initiative Energiesprong das Projekt Serielle Sanierung von Mehrfamilienhäusern. Hierbei sollen Prototypen moderne Sanierungslösungen demonstrieren.
In einer dritten Netzstudie untersuchte die dena seit November 2018, wie die Netzausbauplanung für die nächste Stufe der Energiewende angepasst werden kann. Dem gingen 2005 und 2010 die dena-Netzstudien I und II zum Ausbau der Stromübertragungsnetze voraus. Ein weiteres dena-Projekt untersuchte den Nutzen von Pumpspeicherwerken für die Energiewende
Im Februar 2019 folgte eine Studie zu Einsatzfeldern der Blockchain-Technologie in der integrierten Energiewende. Bereits im November 2016 hatte die dena gemeinsam mit der ESMT Berlin eine Studie zu Blockchain in der Energiewende: Potenzielle Anwendungsfelder nach Einschätzung von Führungskräften der deutschen Energiewirtschaft präsentiert. Die Studie zeigte anhand der Befragung von 70 Führungskräften der Energiewirtschaft und der energierelevanten Industrie in Deutschland, wie die Energiewirtschaft sich auf neue digitale Verfahren für Transaktionen vorbereitete. Dies könne laut der Studie die Branche nachhaltig verändern.
In einem Studienvergleich von Februar 2019 legten die dena, die deutschen Wissenschaftsakademien mit ihrem Projekt Energiesysteme der Zukunft (ESYS) und der Bundesverband der Deutschen Industrie (BDI) Empfehlungen für eine erfolgreiche Energiewende in Deutschland vor. Demnach müsse zum Beispiel der jährliche Nettoausbau der erneuerbaren Energien auf mindestens sechs Gigawatt steigen. Bei der Sanierungsrate für Gebäude seien laut dena, ESYS und BDI eine Erhöhung auf mindestens 1,4 bis 2,0 Prozent nötig. Zum Erreichen ambitionierter Klimaziele brauche es außerdem im Jahr 2050 erneuerbare synthetische Energieträger im Umfang von 200 bis zu 900 Terawattstunden.

### Initiativen, Partnerschaften und Gütesiegel
Die dena ist Teil der Initiative EnergieEffizienz zur sparsamen Stromnutzung und Biogaspartner zur Entwicklung von Biogas-Märkten. Ferner verleiht sie das dena-Gütesiegel Effizienzhaus zur Kennzeichnung besonders energieeffizienter Gebäude (inklusive Effizienzhaus- und Experten-Datenbank) und das dena-Gütesiegel für Energieausweise zur neutralen Bewertung des Energiebedarfs von Gebäuden.

### Öffentlichkeitsarbeit
Im November 2017 erschien die erste Ausgabe des Unternehmensmagazins transition, das einmal im Jahr in Reportagen, Interviews, Grafiken und Analysen den Fortschritt der Energiewende beleuchtete. Das Magazin wurde im Juni 2018 bei den Best of Content Marketing (BCM) Awards mit der Silber-Urkunde in der Kategorie B2B-Magazine in den Branchen Industrie, Energie, Chemie, Pharma und Gesundheitswesen ausgezeichnet.
Einmal im Jahr präsentiert der dena-Gebäudereport neben Trends zur Energieeffizienz im Gebäudebereich Zahlen, Daten und Analysen zum Gebäudebestand, Energieverbrauch und klimapolitischen Rahmenbedingungen in Deutschland.

### Geschäftsführung
Vorsitzende der dena ist seit Oktober 2023 Corinna Enders. Die Juristin war zuvor als Geschäftsführerin bei Zukunft – Umwelt – Gesellschaft gGmbH tätig. Zudem bekleidete sie verschiedene Stationen im Bundesumweltministerium für Umwelt, Naturschutz, Verbraucherschutz und nukleare Sicherheit sowie beim Umwelt- und Siedlingsprogramm der Vereinten Nationen. Sie ist seit 2024 Mitglied im Erweiterten Präsidium des Wirtschaftsforums der SPD.
Seit Oktober 2015 ist Kristina Haverkamp Geschäftsführerin der dena. Sie ist zudem Mitglied im wissenschaftlichen Beirat der französischen Energieagentur ADEME. Die Juristin leitete zuvor unter anderem die Wirtschaftsabteilung der Ständigen Vertretung der Bundesrepublik Deutschland bei der Europäischen Union.
Frühere Geschäftsführerinnen und Geschäftsführer der dena waren:
- Andreas Kuhlmann (2015–2023)[60][61] Er war zuvor Geschäftsbereichsleiter Strategie und Politik des energiewirtschaftlichen Interessenverbandes BDEW.[62]
- Ulrich Benterbusch (2014–2015)[63]
- Andreas Jung (2009–2014)[64]
- Andrea Weinert (2006–2009)[65]
- Kristina Steenbock (2001–2003)[66]
- Stephan Kohler (2000–2014)[67]

## Anteilseigner und Finanzierung
Die dena firmiert als GmbH. Gesellschafter sind die Bundesrepublik Deutschland, vertreten durch das Bundesministerium für Wirtschaft und Klimaschutz, das Bundesministerium für Ernährung und Landwirtschaft, das Bundesministerium für Umwelt, Naturschutz und nukleare Sicherheit, das Bundesministerium für Digitales und Verkehr sowie die dena selbst.

### Aufsichtsrat
Aufsichtsratsvorsitzender der dena ist seit August 2022 Stefan Wenzel, Parlamentarischer Staatssekretär beim Bundesminister für Wirtschaft und Klimaschutz. Stellvertretende Aufsichtsratsvorsitzende ist Ingrid-Gabriela Hoven, Mitglied des Vorstands der Deutschen Gesellschaft für Internationale Zusammenarbeit (GIZ) GmbH.
Zum Aufsichtsrat der dena gehören Stefan Tidow, Staatssekretär bei der Bundesministerin für Umwelt, Naturschutz, nukleare Sicherheit und Verbraucherschutz (BMUV), Claudia Müller, Parlamentarische Staatssekretärin beim Bundesminister für Ernährung und Landwirtschaft (BMEL), Antje Geese, Ministerialdirektorin und Leiterin der Abteilung Haushalt im Bundesministerium für Digitales und Verkehr, und Helmut Schönenberger, Geschäftsführer der Unternehmertum Venture Capital Partners GmbH und der UnternehmerTUM GmbH.
Vor Stefan Wenzel hatten den Posten des Aufsichtsratsvorsitzenden inne (neueste zuerst):
- Oliver Krischer
- Thomas Bareiß
- Iris Gleicke
- Stefan Kapferer[71]
- Jochen Homann
- Rainer Brüderle
- Karl-Theodor zu Guttenberg
- Michael Glos
- Wolfgang Clement
- Werner Müller

### Inhouse-fähige Gesellschaft
Seit Anfang 2020 ist die dena eine inhouse-fähige Gesellschaft. Sie arbeitet damit überwiegend im Auftrag ihrer Gesellschafter. Mehr als 80 % des Umsatzes der dena müssen mit Aufträgen der Gesellschafter erwirtschaftet sein, der Anteil der mit privaten Mitteln finanzierter Projekte muss unterhalb von 20 % des Gesamtumsatzes eines Jahres liegen.
Vor der Inhouse-Fähigkeit finanzierte die dena Projekte zu etwa gleichen Anteilen durch öffentliche, projektgebundene Zuwendungen und aus privaten beziehungsweise sonstigen Einnahmen. Die Umsatzerlöse beliefen sich 2019 auf 24,8 Millionen Euro (2018: 22,3 Millionen Euro), davon kamen 12,2 Millionen Euro aus Zuwendungen der öffentlichen Hand und 12,7 Millionen Euro aus privaten beziehungsweise sonstigen Einnahmen. Damit wurden mehr als 50 % der Einnahmen durch Projektbeteiligungen oder Aufträge aus Bereichen der Privatwirtschaft erzielt.

## Kritik

### Finanzierung der dena-Leitstudie Aufbruch Klimaneutralität
An der dena-Leitstudie Aufbruch Klimaneutralität, die Pfade und Lösungsansätze für Deutschlands Weg in die Klimaneutralität im Jahr 2045 aufzeigen soll, waren mehr als 70 Unternehmen und Verbände beteiligt. Sie leisteten auch Beiträge zur Finanzierung der Studie, mehr als 20 % des Projekts finanzierte die dena aus Eigenmitteln.
Diese Art der Finanzierung führte die dena in ein Spannungsfeld zwischen neutralem Auftrag und interessengeleitetem Sponsoring. Lobbycontrol nennt die dena-Leitstudie Aufbruch Klimaneutralität „gekaufte Wissenschaft“, da sich Unternehmen und Verbände durch Sponsoring einkauften und über Ergebnisse mitbestimmen könnten. Unveröffentlichte Ergebnisse zur Leitstudie belegten laut Lobbycontrol, wie Sponsoren die Aussagen zu ihren Gunsten beeinflusst hätten.
Der damalige dena-Geschäftsführer Andreas Kuhlmann betonte hingegen, die dena verfolge mit der Leitstudie „einen integrierten Multi-Stakeholder-Ansatz“. „Pluralität und Praxisorientierung“ seien dabei wichtige Grundprinzipien. Die Frage, „wie der Ansatz einer Studie aussehen kann, um gleichermaßen objektive wie aussagefähige Ergebnisse zu erzielen“, bezeichnete er als berechtigt. Es gebe „unterschiedliche Ansätze für solche Studienprojekte“. Im Verlauf der Debatte stellte die dena klar, dass jeder an der Studie beteilige Partner im Entscheidungsgremium genau eine Stimme hatte, unabhängig von Größe und finanziellem Beitrag. Zudem stellte die dena eigenen Angaben zufolge eine Balance in der Finanzierung des Projektes über Unternehmen und Branchen hinweg sicher; die wissenschaftliche Neutralität der Studie sei vertraglich verankert.

### Debatte um vermeintliche Stromlücke
In Kritik geriet, dass die dena 2008 vor einer Stromunterversorgung (Stromlücke) warnte, falls keine neuen Großkraftwerke errichtet würden. 2005–2009 regierte eine große Koalition (Kabinett Merkel I; Umweltminister war Sigmar Gabriel (SPD)). CDU/CSU und FDP glaubten damals, dass entgegen dem damals geltenden Atomausstiegsplan von 2000 eine Laufzeitverlängerung deutscher Kernkraftwerke notwendig sei und dass das Thema als Wahlkampfthema im Wahlkampf 2009 geeignet sei.
Die Deutsche Umwelthilfe mit dem damaligen Geschäftsführer Rainer Baake nannte die hierzu verwendeten Zahlen „Zweckpropaganda“ und warf der Studie methodische Schwächen und den Hintergrund einer politischen Agenda vor. Die Ergebnisse der dena-Studie widersprachen einer Studie des Bundesumweltministeriums, die Strombedarf und Strommenge auf Stundenbasis untersuchte und ergab, dass eine sichere Stromversorgung bis 2020 weder AKW-Laufzeitverlängerungen noch weitere Kohlekraftwerke erfordere.
Durch die Wirtschaftskrise 2009/10 (eine Banken- und Finanzkrise, die von Banken auf die Realwirtschaft übersprang) und eine konjunkturelle Eintrübung im Zuge der Staatsschuldenkrise im Euroraum war einige Jahre lang der Energieverbrauch niedriger als prognostiziert. Durch die von der rot-grünen Regierung eingeleitete Energiewende veränderte sich in Deutschland der Strommix erheblich; auch die unerwartet niedrigen Preise für Emissionsrechte im EU-Emissionshandel beeinflussten diesen.
Eine im September 2009 publizierte Studie betonte: „Unter den heutigen Rahmenbedingungen am deutschen Strommarkt rechnen sich Investitionen in fossile Großkraftwerke oft nicht mehr. […] Ein Ausbau der Erneuerbaren Energien hat eine Strompreis senkende Wirkung an der Strombörse. Dies führt zu einer Verschlechterung der Rendite von allen Kraftwerken, die sich am Strommarkt behaupten müssen. […] Die vermehrte Investition der großen Stromversorger in Erneuerbare Energien ist […] als wirtschaftlich richtiger Schritt zu werten.“
Die dena selbst kritisierte Ende 2008 den Begriff „Stromlücke“ als irreführend und betonte den Begriff „Effizienzlücke“. In der Kraftwerksanalyse ging es laut dena nicht darum, dass in Deutschland die Lichter ausgehen, sondern dass zu Spitzenlastzeiten zu wenig effiziente und gesicherte Kraftwerksleistung verfügbar sei. Seit dem Atomausstieg wird mehr Strom aus Kohle- und Gaskraftwerken erzeugt.

### dena-Netzstudien 2005 und 2010
Viel diskutiert wurden auch die Ergebnisse der dena-Netzstudie. Der erste Teil der Studie erschien im April 2005 und konstatierte, dass das bestehende Übertragungsnetz bis zum Jahr 2015 um 850 Kilometer ausgebaut werden müsse, um vor allem den zunehmenden Anteil an Strom aus Windenergie zu integrieren. Die in der dena-Netzstudie I empfohlenen Trassen wurden als vordringliche Netzausbauprojekte in das Energieleitungsausbaugesetz (EnLAG) aufgenommen. Der zweite Teil folgte im November 2010. Er verglich mehrere Varianten zur Netzoptimierung bis zum Jahr 2020. Am häufigsten zitiert wurde das Ergebnis, dass bei Verwendung etablierter 380-kV-Freileitungstechnik bis 2020 weitere 3.600 km Höchstspannungstrassen gebaut werden müssten.
Umweltverbände kritisierten die dena-Studie heftig; die Szenarien würden auf fragwürdigen Annahmen und unklaren Szenarien beruhen. Zudem wurde die Veröffentlichung der zugrunde gelegten Daten gefordert. Die Szenarien würden auf einem starken Ausbau von Kohlekraftwerken und einer damals aktuellen Laufzeitverlängerung der Kernkraftwerke beruhen – im Widerspruch zum beschlossenen Energiekonzept der Bundesregierung. Auch ein Gutachten der TU Berlin, das von Christian von Hirschhausen et al. im Auftrag des WWF durchgeführt wurde, betonte, das „methodische Vorgehen“ bei der dena-Netzstudie II stelle „zentrale Ergebnisse der Studie in Frage“. Diese sei „umgekehrt auch nicht darauf ausgelegt, die Transformation der Energiewegeplanung mit dem Horizont 2050 mitzugestalten“.

### Frühere Geschäftsführung, Interessenkonflikte

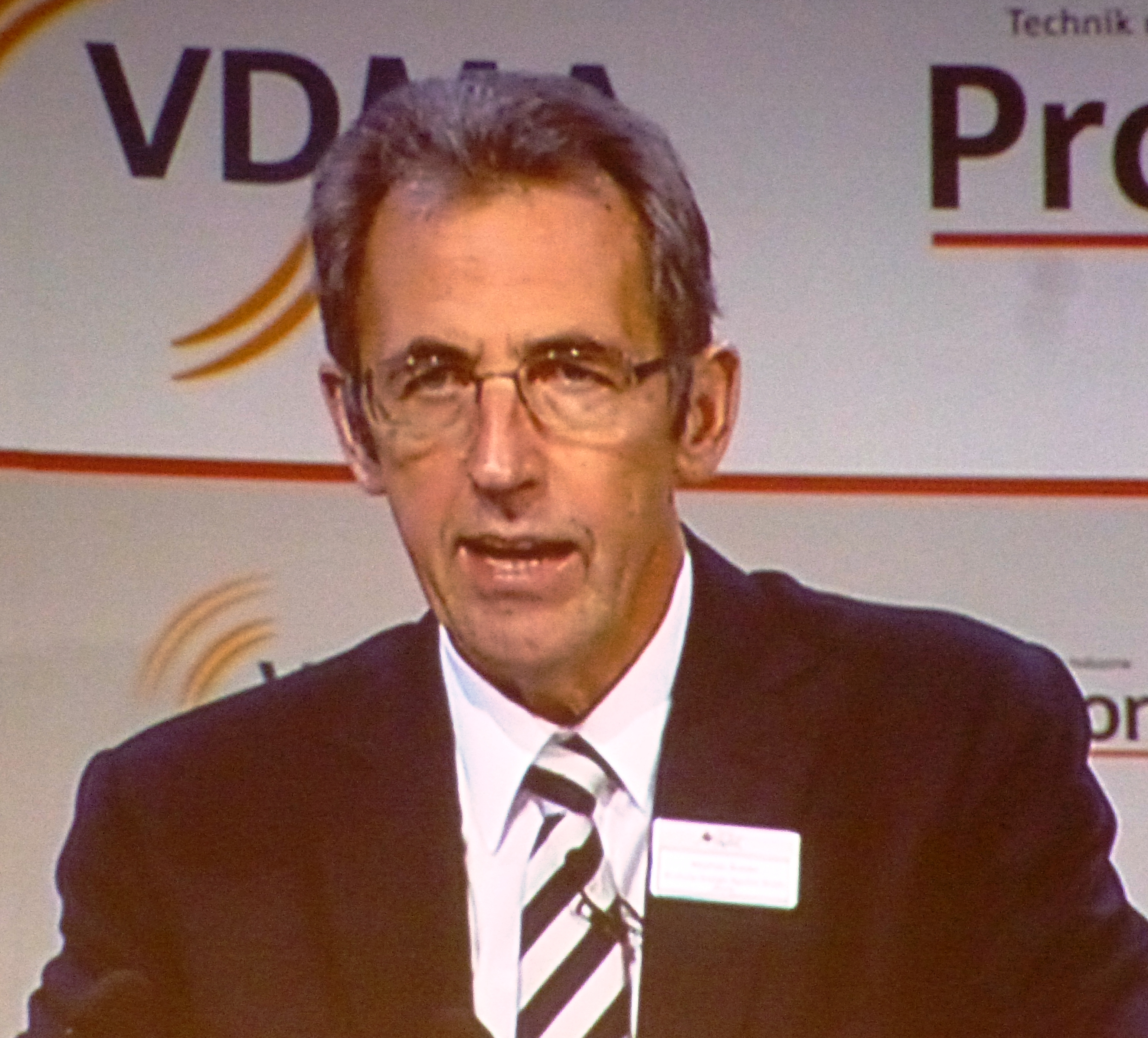
Stephan Kohler, früherer Vorsitzender der Geschäftsführung der dena, im Jahr 2012

Von 2000 bis 2014 war Stephan Kohler Vorsitzender der dena-Geschäftsführung. 2006/7 wurden Vorwürfe gegen dena-Geschäftsführer Stephan Kohler laut, er betreibe bei der dena Missmanagement. Die Tageszeitung taz berichtete, dass der Bundesrechnungshof in einem Bericht vom 4. September 2006 erhebliche Mängel bei der Zuweisung öffentlicher Mittel vom Bundesministerium für Umwelt an die dena feststellte, darunter die Zweckentfremdung von 55.000 Euro. Auch habe die dena den Erfolg einer von ihr realisierten 13 Millionen Euro teuren Medienkampagne zur Minderung des Ausstoßes von Kohlendioxid gravierend übertrieben. Die dena rechnete ihren Geldgebern vor, durch die Kampagne würden 2,3 Millionen Tonnen Kohlendioxid eingespart. Interne dena-Berechnungen gingen von nur 55.000 Tonnen Einsparung aus. Hans-Josef Fell (1998–2013 Grünen-Bundestagsabgeordneter) äußerte in der taz, es müsse „überprüft werden, ob Herr Kohler seiner Aufgabe gewachsen ist.“ Uwe Leprich (Hochschule für Technik und Wirtschaft des Saarlandes) kritisierte „handwerkliche Fehler einer Geschäftsführung, die ihren Aufgaben nicht gewachsen ist“. Die privatwirtschaftliche Struktur der dena führe zu Interessenkonflikten, die eine wirksame Effizienzstrategie verhinderten. Er stellte (Stand Juli 2014) die Notwendigkeit der dena insgesamt in Frage: „Wir haben Verbraucherschützer, Forschungsinstitute und Verbände – wozu noch eine Dena?“ Inzwischen werden solche Fragen nicht mehr diskutiert. Die Kooperation zwischen dena, Verbraucherschützern, Forschungsinstituten und Verbänden hat im Laufe der Jahre erheblich zugenommen und ist wesentlicher Bestandteil der Arbeit der dena.
Der damalige Geschäftsführer Stephan Kohler stand im Frühling 2009 vor einem Wechsel zur RWE, als Vorstand der geplanten RWE-Effizienzgesellschaft; ein Vertrag war schon unterschrieben. Kohler erklärte im Mai 2009, doch bei der dena zu bleiben. Hintergrund dieser Entscheidung war offenbar, das Rolf Martin Schmitz, seit 2009 Vorstandsmitglied bei RWE, keine Kompetenzen abgeben und Kohlers Ressort bei RWE auf eine „Denkfabrik“ beschränken wollte.
Anfang 2011 hat Kohler den Vorsitz des Beirates der RWE Innogy übernommen, die innerhalb des RWE-Konzerns die Aktivitäten rund um die Erneuerbare Energie bündelt.
Kohler bezog 2012 von der dena eine Gesamtvergütung von 183.755 Euro. Der Bundesrechnungshof kritisierte dies als jenseits dessen, was sich für einen Staatsdiener gezieme. Die dena verstoße gegen das Besserstellungsverbot (etwa: wird eine Einrichtung staatlich finanziert, darf ein Manager dort nicht mehr verdienen als im öffentlichen Dienst). Der Bundesrechnungshof empfahl daher, die Vergütung zu senken; der Bundestag forderte den damaligen Bundeswirtschaftsminister (Sigmar Gabriel) zum Handeln auf. Der damalige zweite dena-Geschäftsführer Andreas Jung erhielt 2012 157.966 Euro. Er schied zum 30. Juni 2014 aus dieser Funktion aus.
Zum Jahresende 2014 schied Kohler auf eigenen Wunsch aus der Geschäftsführung aus. Nachfolger in der Geschäftsführung war bis Ende Juli 2015 Ulrich Benterbusch. Stephan Kohler verstarb im Jahr 2020.

### Trauzeugenaffäre
Im April 2023 führte die Neubesetzung der dena-Geschäftsführung zur Trauzeugenaffäre. Der Grünen-Politiker Michael Schäfer sollte zum 15. Juni neben Kristina Haverkamp Geschäftsführer werden. Diese Personalentscheidung geriet in die Kritik, als die geschäftlichen und privaten Verbindungen zwischen Schäfer und Patrick Graichen, Staatssekretär im Bundesministerium für Wirtschaft und Klimaschutz, bekannt wurden. Schäfer war nicht nur Angestellter in der von Graichen geleiteten Denkfabrik Agora Energiewende gewesen, sondern auch privat mit Graichen befreundet und dessen Trauzeuge gewesen. Graichen hatte als Mitglied der Findungskommission zur Neubesetzung der dena-Geschäftsführung Schäfer als neuen Geschäftsführer vorgeschlagen, aber seine privaten Verbindungen während des Auswahlverfahrens verschwiegen und erst im April 2023 seinem Minister offengelegt. Das Bewerbungsverfahren wurde nach Überprüfung neu aufgesetzt.